# Eriocaulon nantoense
Eriocaulon nantoense är en gräsväxtart som beskrevs av Bunzo Hayata. Eriocaulon nantoense ingår i släktet Eriocaulon och familjen Eriocaulaceae.

## Underarter
Arten delas in i följande underarter:
- E. n. micropetalum
- E. n. nantoense
- E. n. satsumense